# Wabiru
Wabiru (jp.), tradus ca a se bucura, înseamnă a trăi o viață de poezie în sărăcie. Acest termen estetic, ca și sabi (tristețe a singurătății, a declinului, a sărăciei acceptate, a timpului atotdistrugător) sau wabi (frumusețe austeră, melancolie, dezolare), este legat de haiku și de acea stare în care "neposedând nimic, ai totul".
În estetica japoneză, posesia lucrurilor nenecesare sau etalarea luxului sunt privite ca rușinoase. Totuși, simplitatea nu este o manifestare a sărăciei. Wabi este o expresie estetică specifică culturii japoneze a cărei deplinătate se manifestă în ceremonia ceaiului. Haga Kōshirō arată că wabi nu este un simplu concept estetic, ci reflectă mai multe aspecte ale frumuseții. Totuși, simplitatea este elementul cel mai important în wabi- verbul original wabiru însemnând a fi dezamăgit de eșecul într-o întreprindere sau a trăi în sărăcie. Plecând de la înțelesul de bază al verbului, se poate înțelege greșit că wabi este o expresie a sărăciei. Nicidecum. În acest context, nu despre pauperitate este vorba, ci, după spusele lui Haga Kōshirō, „despre o lume a libertății spirituale neîngrădită de lucruri materiale”.